# (18983) Allentran
(18983) Allentran – planetoida z pasa głównego asteroid okrążająca Słońce w ciągu 3 lat i 274 dni w średniej odległości 2,41 j.a. Została odkryta 1 września 2000 roku w programie LINEAR. Przed nadaniem nazwy planetoida nosiła oznaczenie tymczasowe (18983) 2000 RG6.